# Ruskie

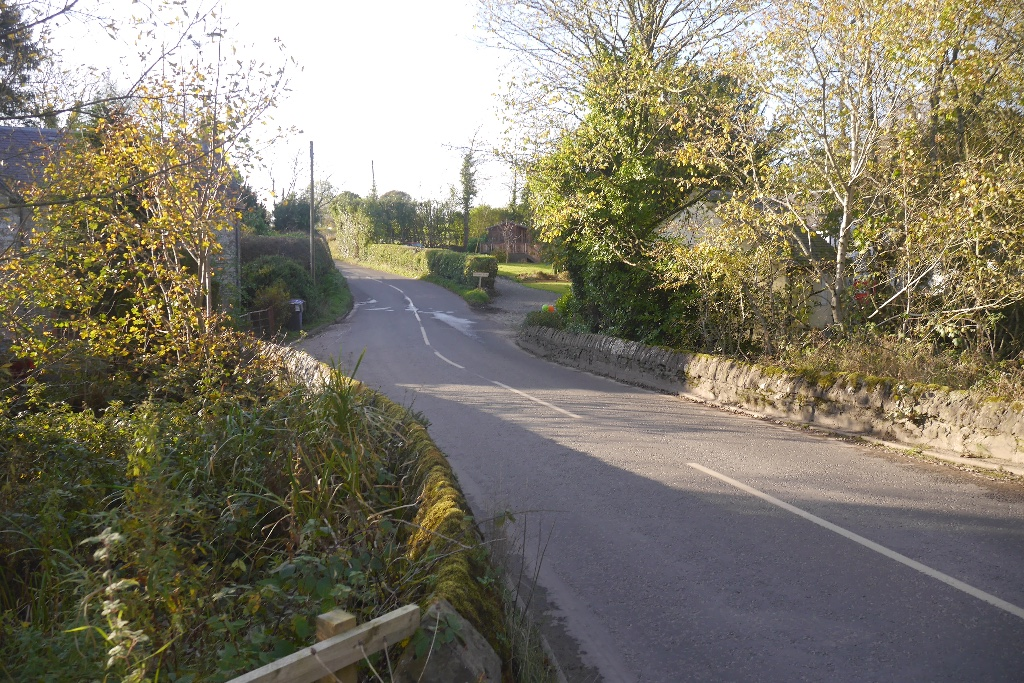
Die Straße durch den Ort

Ruskie ist eine kleine Ortschaft, die nordwestlich von Stirling in der gleichnamigen Region im Norden von Schottland liegt. In der Nähe befinden sich die, etwa gleichweit von Ruskie entfernt gelegenen größeren Thornhill im Osten sowie Port of Menteith im Westen. Die mitten durch Ruskie verlaufende Fernstraße A873 verbindet Blairhoyle im Westen mit Blair Drummond, über Thornhill im Osten.